# 江陵 (韓國電影)
是一部2021年上映的韩国犯罪动作片，由新人导演尹英彬执导，刘五性、張赫、朴成根及吳代煥主演。2020年10月19日开始拍摄，12月6日杀青，2021年11月10日在韩国上映。

## 劇情介紹
江陵市最大的犯罪集团吴会长计划在海边建设亚洲最大的度假村，惹来了新兴黑帮李民锡（张赫 饰）的兴趣，开始了和吴会长忠实助手金吉石（刘五性 饰）的对抗。

## 演員陣容

### 主要人物
- 刘五性 饰演 金吉石
- 張赫 饰演 李珉锡
- 朴成根（朝鲜语：박성근 (배우)） 饰演 曹方鉉
- 吳代煥 饰演 金亨根

### 其他人物
- 金俊培（朝鲜语：김준배 (1969년)） 饰演 崔武相
- 李玄均 饰演 李忠燮
- 申承焕 饰演 姜正模
- 崔基燮（朝鲜语：최기섭） 饰演 赵英宰
- 金世俊 饰演 吴会长
- 趙賢植 饰演 洪德九
- 宋英奎 饰演 申社长
- 朴正学（朝鲜语：박정학） 饰演 南会长
- 李倸英 饰演 南宫恩善
- 韩善伙 饰演 韓寶藍
- 金炳春 饰演 警察署长
- 刘贤秀（朝鲜语：유현수） 饰演 李光宇
- 智灿（朝鲜语：지찬） 饰演 宅地派丑男
- 申有嵐（朝鲜语：신유람） 饰演 武相的左膀右臂
- 高允彬 饰演 太太
- 金努凛 饰演 青年
- 李镇成 饰演 吸毒男子
- 康正佑（朝鲜语：강정우 (배우)） 饰演 重案组金哲基

## 外部連結
- NAVER上《江陵》的資料
- Daum上《江陵》的資料

- 韩国电影数据库（KMDb）上《江陵》的資料